# Cukangjayaguna
Cukangjayaguna is een bestuurslaag in het regentschap Tasikmalaya van de provincie West-Java, Indonesië. Cukangjayaguna telt 4081 inwoners (volkstelling 2010).